# The Big Ask
The Big Ask (Die große Frage) ist eine Initiative von Friends of the Earth aus Großbritannien. Es geht darin um die Aufklärung zum Thema Klimawandel. Unterstützt wird die Aktion von Thom Yorke, Sänger der Band Radiohead.
The Big Ask will Menschen aufrütteln und dazu bringen, sich gemeinsam gegen eine Regierung zu stellen, welche sich nicht ausreichend mit dem Klimawandel beschäftigt. Ziel ist es, Regierungen zum aktiven Handeln zu bewegen, dass neue Gesetze zum besseren Klimaschutz verabschiedet werden und so die Erde nachhaltig geschützt wird.